# Confederalisme democràtic

Bandera del KCK, tot i que és freqüentment utilitzada per confederalistes democràtics.

El confederalisme democràtic (també conegut com a comunalisme kurd o apoisme) és una ideologia teoritzada pel líder del PKK, Abdulà Öcalan (també conegut com a Apo). Pensament de caràcter socialista llibertari, sintetitza elements del marxisme, l'anarquisme i el comunalisme. Actualment, s'aplica a Rojava, al Kurdistan Occidental.

## Objectius
El confederalisme democràtic té com a objectiu aconseguir una societat civil ecològica, democràtica i igualitària a l'Orient Mitjà des d'una perspectiva municipalista llibertària i anticapitalista, abandonant el concepte d'estat nació (entès com un estat on la majoria dels habitants són ètnicament i religiosament similars) i substituint-lo per una sèrie de municipis autogovernats per democràcia directa i organitzats dins d'una confederació (vejam, KCK). D'aquesta manera, per la via de la descentralització, s'espera posar fi als conflictes ètnics i religiosos d'Orient Mitjà i del Món.

## Punts principals
Els punts principals del confederalisme democràtic, de forma resumida, són:

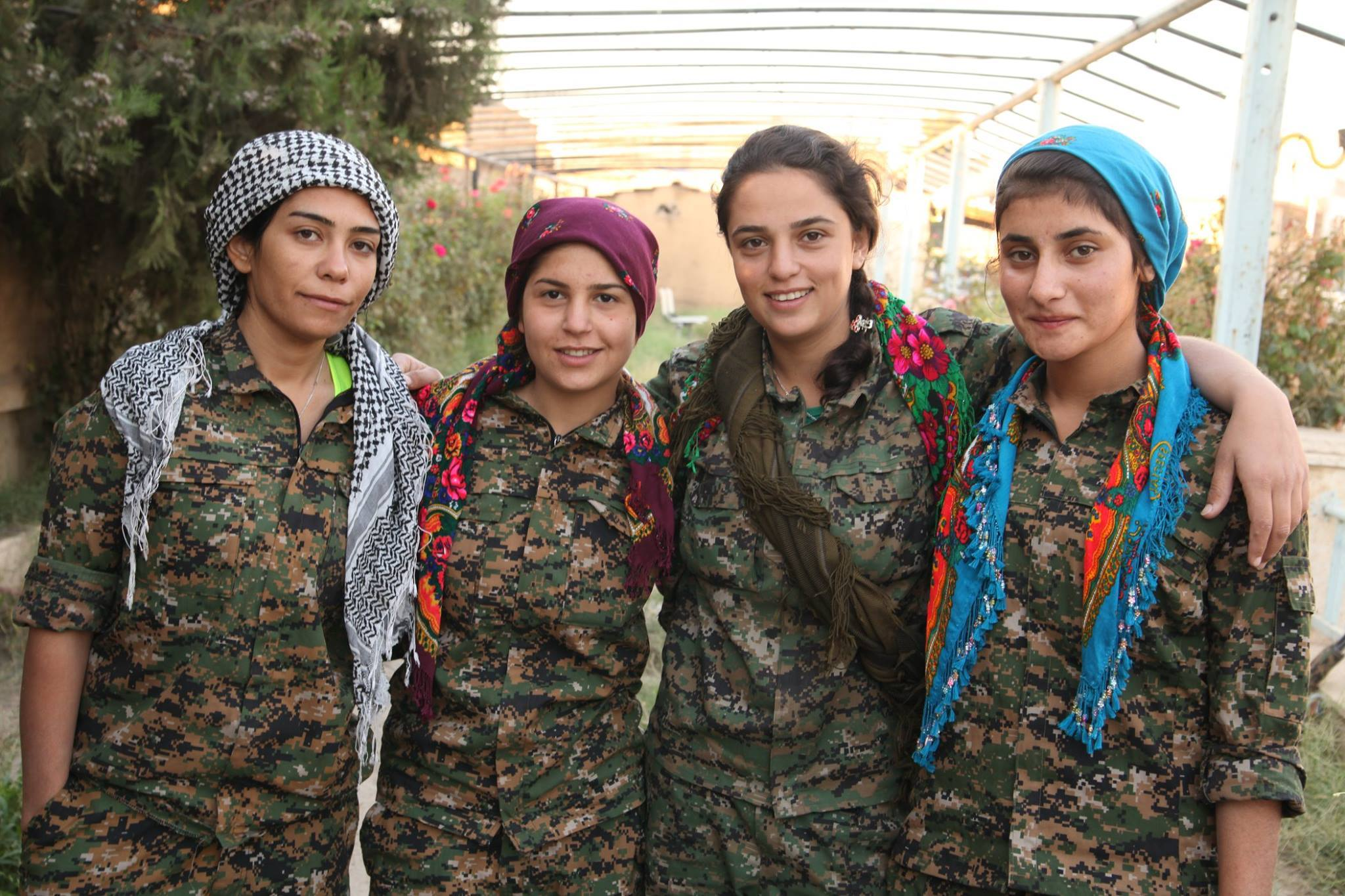
Dones de l'YPJ dins de l'hivernacle d'una granja ecològica i cooperativa.

• La societat democràtica ha d'esdevenir la propietària dels recursos econòmics, no l'Estat i no els burgesos, es considera la justa distribució dels recursos una part fonamental de l'alliberament de les societats, es proposa un nou sistema econòmic que no només no es mogui per la recerca del màxim benefici, sinó que ho faci per satisfer les necessitats naturals bàsiques de totes les persones, aquest nou sistema social haurà de ser ecologista i ha de perseguir l'alliberament de la dona (vejam, jineologia).
• Fins que la totalitat de les reformes democràtiques no siguin possibles, s'admet una convivència pacífica amb l'Estat nació sempre que no hi hagi intervenció en qüestions d'autogovern ni intents d’assimilació cultural. Un cop reformat democràticament, l'Estat nació ha de convertir-se en una institució política més modesta, que funcioni com una autoritat social que només compleixi funcions en els àmbits de la seguretat interna (vejam, Asayish) i en la prestació de serveis socials que els municipis autogovernats no puguin oferir.